# Edna Leticia González Bernal
Edna Leticia González Bernal es una investigadora y científica mexicana. Desarrolla sus tareas en el Centro Interdisciplinario de Investigación para el desarrollo Integral Regional (CIIDIR) Unidad Oaxaca del Instituto Politécnico Nacional. Descubrió la especie Charadrahyla esperancensis, más conocida como rana de La Esperanza, mientras realizaba un estudio en la agencia La Esperanza, localizada en el municipio de Santiago Comaltepec.

## Trayectoria
Estudió biología en la Universidad de las Américas de Puebla (UDLAP), donde realizó un intercambio a la Universidad Austral de Chile. Obtuvo el grado de maestría en el Instituto de Biología de la Universidad Nacional Autónoma de México y el grado de doctorado en la Universidad de Sídney.

## Línea de investigación
Su investigación se enfoca en la ecología y comportamiento de anfibios, conservación de especies de ranas endémicas de México, la identificación de factores de riesgo para sus poblaciones y en la evaluación de los efectos de la actividad humana sobre su comportamiento y hábitat.

## Artículos publicados
Entre algunas de sus publicaciones se encuentran
- Chytridiomycosis Survey in Wild and Captive Mexican Amphibians, 2008.
- The interacting effects of ungulate hoofprints and predatory native ants on metamorph cane toads in tropical Australia, 2013.
- Invasive cane toads: social facilitation depends upon an individual's personality, 2014.
- Discovery of another new species of Charadrahyla (Anura, Hylidae) from the cloud forest of northern Oaxaca, México, 2017.

## Reconocimientos
- Premio L'Oréal-UNESCO a Mujeres en Ciencia en 2017 por su trabajo de ecología de conservación de seis especies de ranas endémicas de la Sierra Norte de Oaxaca.[6]
- Premio Conservation Leadership Programme (2016)[7] el cual se otorga a equipos de investigación enfocados en proyectos enfocados en la conservación de poblaciones amenazadas.[8]
- Es integrante del Sistema Nacional de Investigadores.[9]